# 雷德林 (愛荷華州)
雷德林（英語：Readlyn）是一個位於美國愛荷華州布雷默縣的城市。

## 地理
雷德林的座標為42°42′12″N 92°13′35″W / 42.70333°N 92.22639°W，而該地的平均海拔高度為315米（即1033英尺）。

## 人口
根據2010年美國人口普查的數據，雷德林的面積為0.85平方千米，均為陸地。當地共有人口808人，而人口密度為每平方千米950人。